# Strelitziaceae
Famille
Classification APG III (2009)
Répartition géographique
La famille des Strelitziaceae (Strelitziacées) comprend 7 espèces appartenant à 3 genres (voir au-dessous). 

## Étymologie
Le nom vient du genre-type Strelitzia donné par Joseph Banks pour honorer la mémoire de la reine Charlotte d'Angleterre (1744-1818), née duchesse Charlotte de Mecklembourg-Strelitz (1744–1818). Botaniste amatrice, elle contribua avec William Aiton et Joseph Banks à développer le jardin de Kew futurs Jardins botaniques royaux de Kew (à l'ouest de Londres).

## Description
Ce sont généralement des plantes herbacées rhizomateuses des régions tropicales et subtropicales comme l'oiseau de paradis (Strelitzia reginae) originaire d'Afrique du Sud ou comme l'arbre du voyageur (Ravenala madagascariensis) endémique et emblématique de Madagascar.
Ces plantes ont des fleurs hermaphrodites, à pollinisation généralement ornithophile (par les oiseaux) ou chiroptérophiles (par les chauves-souris).

## Liste des genres
Selon World Checklist of Selected Plant Families (WCSP) (22 avr. 2010), Angiosperm Phylogeny Website (19 mai 2010), NCBI (22 avr. 2010) et DELTA Angio (22 avr. 2010) :
- genre Phenakospermum Endl. (1833)
- genre Ravenala Scop. (1777)
- genre Strelitzia  Aiton (1789)

## Liste des espèces
Selon World Checklist of Selected Plant Families (WCSP) (22 avr. 2010) :
- genre Phenakospermum  Endl. (1833)
  - Phenakospermum guyannense  (A.Rich.) Endl. ex Miq. (1845)
- genre Ravenala  Scop. (1777)
  - Ravenala madagascariensis Sonn. (1782)
- genre Strelitzia  Aiton (1789)
  - Strelitzia alba  (L.f.) Skeels (1912)
  - Strelitzia caudata R.A.Dyer (1946)
  - Strelitzia juncea  (Ker Gawl.) Link (1821)
  - Strelitzia nicolai Regel & K.Koch (1858)
  - Strelitzia reginae  Banks ex Aiton (1789)

Selon NCBI (22 avr. 2010) :
- genre Phenakospermum
  - Phenakospermum guyannense
- genre Ravenala
  - Ravenala madagascariensis
- genre Strelitzia
  - Strelitzia alba
  - Strelitzia nicolai
  - Strelitzia reginae
  - Strelitzia sp. Sytsma 7204

Selon [réf. nécessaire] :
- genre Phenakospermum
  - Phenakospermum guyannense  (A.Rich.) Endl. ex Miq.
- genre Ravenala
  - Ravenala madagascariensis Sonn.
- genre Strelitzia
  - Strelitzia alba (L.f.) Skeels
  - Strelitzia juncea Link
  - Strelitzia nicolai Regel & Körn.
  - Strelitzia reginae Aiton